# 弗洛雷斯塔 (伯南布哥州)

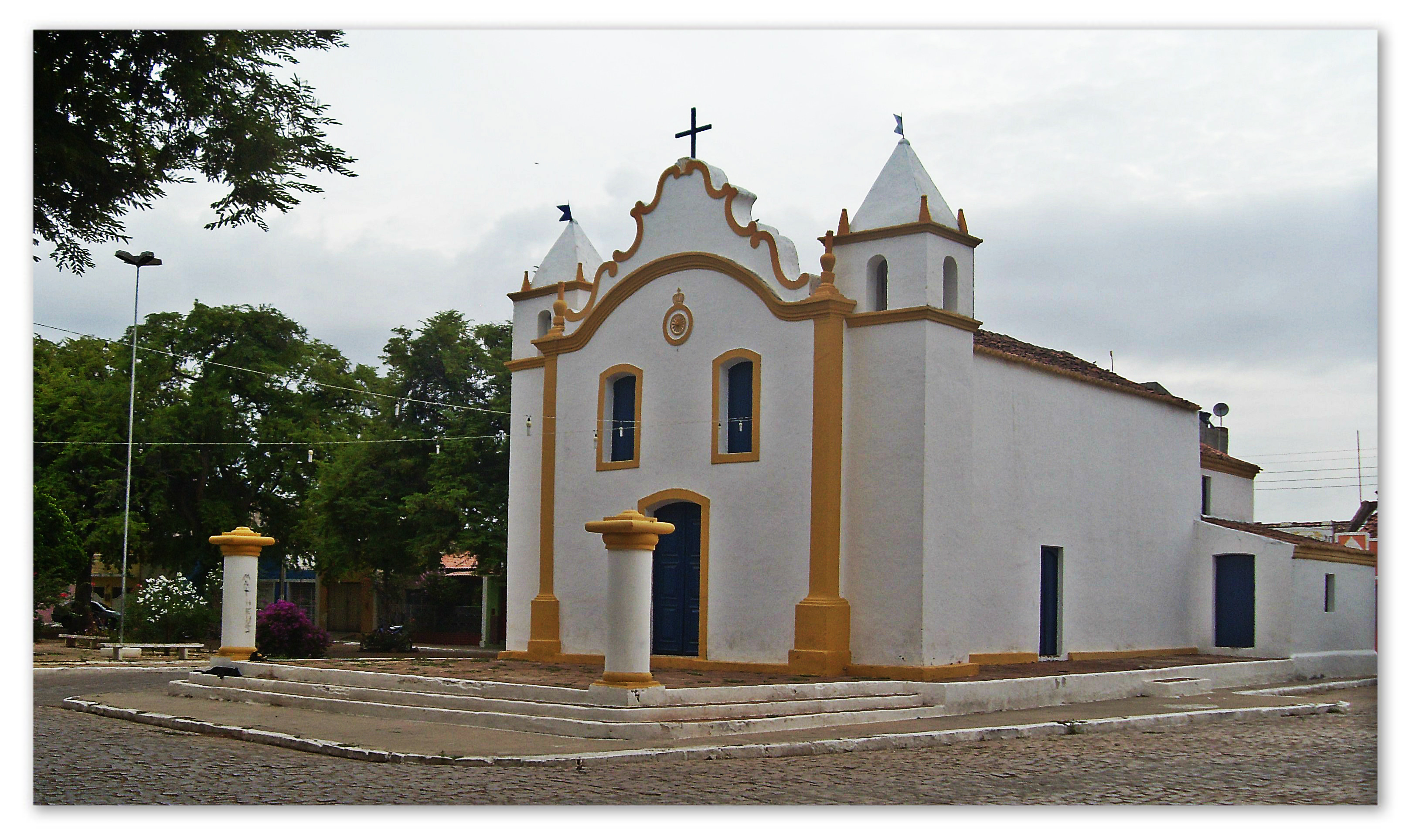
弗洛雷斯塔

弗洛雷斯塔（葡萄牙語：Floresta），是巴西的城鎮，位於該國東北部，由伯南布哥州負責管轄，始建於1864年4月30日，面積3,644平方公里，海拔高度316米，2014年人口31,454，人口密度每平方公里8.63人。